# Pacific Flier
Pacific Flier war eine palauische Fluggesellschaft mit Sitz in Koror und Basis auf dem Roman Tmetuchl International Airport.

## Geschichte
Pacific Flier wurde 2009 gegründet und wollte ursprünglich mit einer eingeleasten Boeing 737 ein Liniennetz im Pazifik aufbauen. Diese Pläne wurden rasch verworfen und daraufhin wurde zunächst für den 15. Januar 2010 der Betriebsstart mit einer A310-300 von Palau aus nach Tokio-Narita und nach Angeles City bei Manila festgesetzt. Die Betriebsaufnahme erfolgte jedoch nicht wie geplant und man wagte einige Monate später, am 28. April 2010 einen Neustart ebenfalls mit einer A310-300 jedoch mit verändertem Netz: statt Tokio wurde nun Brisbane und Guam mit Palau verbunden. Dieses Liniennetz umfasste ab Koror die Flughäfen von Angeles City (nahe Manila), Guam, Brisbane sowie Gold Coast in Australien. Pacific Flier bedeutet übersetzt „Pazifik Flieger“. Jedoch wurde auch dieser Startversuch nach kurzer Betriebszeit abgebrochen. Es war zwar daraufhin ein Neustart für September 2010 festgesetzt, der jedoch nicht wahrgenommen wurde.
Das einzige Flugzeug, eine Airbus A310-300, wurde von der portugiesischen HiFly gemietet. Das Flugzeug verfügte über ein Zweiklassensystem mit einer Economyklasse sowie zwölf Business Class-Sitze, die sich in die Waagerechtposition stellen lassen. Der Airbus wurde in Brisbane gewartet und war optisch mit einer Mischbemalung versehen, die noch größere Bestandteile des Vorbetreibers Oman Air trug.

## Flotte
Mit Stand Juni 2010 bestand die Flotte der Pacific Flier aus einem Airbus A310-300, der durch HiFly betrieben wurde.